# 七つちがい (松山千春の曲)
「七つちがい」（ななつちがい）は、松山千春が1987年4月25日にリリースした23枚目のシングルである。

## 解説
カップリング曲『あなただけの季節』は野村証券「エース」のCMソングであった（松山はCMには出演していない）。 当時、野村証券が宣伝用で制作したテレフォンカードにも「あなただけの季節（歌）松山千春」と表記されていた。

## 収録曲
| 全作詞・作曲: 松山千春。 |                      |           |            |          |      |
| #                        | タイトル             | 作詞      | 作曲・編曲 | 編曲     | 時間 |
| 1.                       | 「七つちがい」       | 松山千春  | 松山千春   | 飛澤宏元 | 4:58 |
| 2.                       | 「あなただけの季節」 | 松山千春  | 松山千春   | 奥慶一   | 6:28 |
| 合計時間:                | 合計時間:            | 合計時間: | 11:26      |          |      |

## メディアでの使用
| #   | 曲名                 | タイアップ                             |
| --- | -------------------- | -------------------------------------- |
| B-1 | 「あなただけの季節」 | 野村証券『野村のエース』イメージソング |